# Berghof (Heilsbronn)
Berghof ist eine Siedlung der Stadt Heilsbronn im Landkreis Ansbach (Mittelfranken, Bayern). Bis 1925 wurde sie als Gemeindeteil geführt.

## Geografie
An der Stelle der ehemaligen Einöde steht heute Haus Nr. 4 der Straße Berghof. Heute besteht die Siedlung aus über 100 Wohngebäuden. Neben dem Berghof gibt es die Obere, Mittlere und Untere Berghofstraße, Amselweg, Falkenstraße, Finkenweg, Blumenstraße, Am Gießübel, Zum Kirschgarten und Weißenbronner Straße. Die Kreisstraße AN 17 führt ortseinwärts nach Heilsbronn (0,8 km nordwestlich) bzw. nach Weißenbronn (1,6 km südöstlich).

## Geschichte
Wann der Hof gegründet wurde und wann dieser vom Kloster Heilsbronn erworben wurde, ist nicht bekannt. Im Jahre 1548 wurde der Hof vom Kloster an H. Vogel verkauft. Dieser wechselte in der Folgezeit mehrfach den Besitzer. Im Jahre 1608 wurde der Ort im 16-Punkte-Bericht des Klosters Heilsbronn als „Bauer vfm Berg bey Heilßbronn“ bezeichnet. Er wurde zu dieser Zeit von einem Bauern bewirtschaftet. In der Folge des Dreißigjährigen Krieges lag der Berghof im Zeitraum von 1636 bis 1664 öde da, fand dann mit J. C. Agricola einen Käufer. In seiner Nachfolge wurde der Hof in zwei Hälften zerschlagen.
Gegen Ende des 18. Jahrhunderts gehörte der Berghof zu Heilsbronn. Der Hof hatte das brandenburg-ansbachische Klosterverwalteramt Heilsbronn als Grundherrn. Unter der preußischen Verwaltung (1792–1806) des Fürstentums Ansbach erhielt der Berghof die Hausnummer 58 des Ortes Heilsbronn. Von 1797 bis 1808 unterstand der Ort dem Justiz- und Kammeramt Windsbach.
Um 1873 betrieb Wolfgang Heckel am Berghof eine Baumschule (vgl. Anzeige in der Fränkischen Zeitung (Ansbacher Morgenblatt) vom 22. März 1873).
Im Rahmen des Gemeindeedikts wurde Berghof dem 1808 gebildeten Steuerdistrikt Heilsbronn und der 1810 gegründeten Munizipalgemeinde Heilsbronn zugeordnet.

## Einwohnerentwicklung
| Jahr      | 001818 | 001836 | 001840 | 001861 | 001871 | 001885 | 001900 | 001925 |
| Einwohner | 12     | 19     | 9      | 6      | 10     | 17     | 17     | 20     |
| Häuser    | 2      | 2      | 1      |        |        | 3      | 3      | 4      |
| Quelle    | [ 11 ] | [ 12 ] | [ 13 ] | [ 14 ] | [ 15 ] | [ 16 ] | [ 17 ] | [ 18 ] |

## Religion
Die Einwohner evangelisch-lutherischer Konfession waren bis 1838 nach St. Michael (Weißenbronn) gepfarrt, seitdem nach St. Marien und St. Jakobus (Heilsbronn).

## Weblink
- Berghof in der Ortsdatenbank des bavarikon, abgerufen am 19. August 2021.